# Айнаровичи (Логойский район)
Айнаровичи (бел. Айна́равічы) — деревня в Логойском районе Минской области Беларуси. В составе Янушковичского сельсовета.

## География
Ближайшие населённые пункты Бухновичи, Каниковичи, Мурованка, Ольховка, Слобода и др.

## Этимология
Название одноименное, от двухосновного балтско-литовского имени Ei-nor'as. В литовской антропонимии известны соответствующие именные основы Ei- и Nor-.
Эйнар или Айнар (Einar, Ainar) — имя германского происхождения.

## История
Первое упоминание Айнаровичей относится к 1526 году. В 1567 году деревня упоминается в пописи войска Великого Княжества Литовского как шляхетская собственность в Минском повете. В XIX веке — деревня в составе имения Мурованый Двор, собственность помещиков Неплюевых. В 1816 году деревня, 157 ревизских душ, и застенок, 5 ревизских душ мужского пола принадлежали статскому советнику Ивану Неплюеву. С 1838 года собственность генерал-майора Степана Смоляка и его жены Екатерины. В 1846 году в деревне 38 дворов, 219 жителей, водяная мельница (2 поставы). По ревизии 1857 года деревня, центр Айновичской волости, в 1870 году в Гайно-Слободской волости Борисовского уезда Минской губернии.
В начале XX века 26 хозяйств, владевших 834 десятинами земли, относились к Гайно-Слободской сельской общине. В 1909 году — 96 дворов, 522 жителя, в 1917 году — 112 дворов, 665 жителей. В 1941 году — 117 дворов, 472 жителя.
В Великую Отечественную войну уничтожено 10 дворов, 228 жителей вывезли в Германию, 44 сельчане погибли на фронте, 2 в партизанской борьбе. В боях за освобождение села в 1944 году погибли 2 партизана и 2 советских воина.
В 1969 году 115 дворов, 331 житель. До 14 апреля 1959 года деревня входила в состав Гайненского сельсовета.
В 2003 году 55 дворов, 105 жителей, в составе колхоза «Янушковичи».

## Население

### Численность
- 2019 год — 62 жителей

### Динамика
- 1846 год — 219 жителей
- 1909 год — 552 (или 522) жителей[8]
- 1917 год — 665 жителей
- 1941 год — 472 жителей
- 1969 год — 331 жителей
- 1999 год — 125 жителей (перепись населения)
- 2003 год — 105 жителей
- 2009 год —  71 жителей (перепись населения)[9]
- 2019 год — 62 жителей (перепись населения)[10]

## Улицы
- Садовая
- Центральная

## Достопримечательность
- Курганный могильник. На юго-западной окраине деревни 12 обложенных камнями курганов диаметром 6-8 м, высотой — 0,6-1,1 м.[11]